# 洛根鎮區 (北達科他州伯利縣)
洛根鎮區（英語：Logan Township）是位於美國北達科他州伯利縣的一個鎮區。

## 地方資料
洛根鎮區的面積為93.32平方千米，當中陸地面積為92.78平方千米，而水域面積為0.54平方千米。根據2010年美國人口普查的數據，當地共有人口36人，而人口密度為每平方千米0.39人。